# Casament jueu

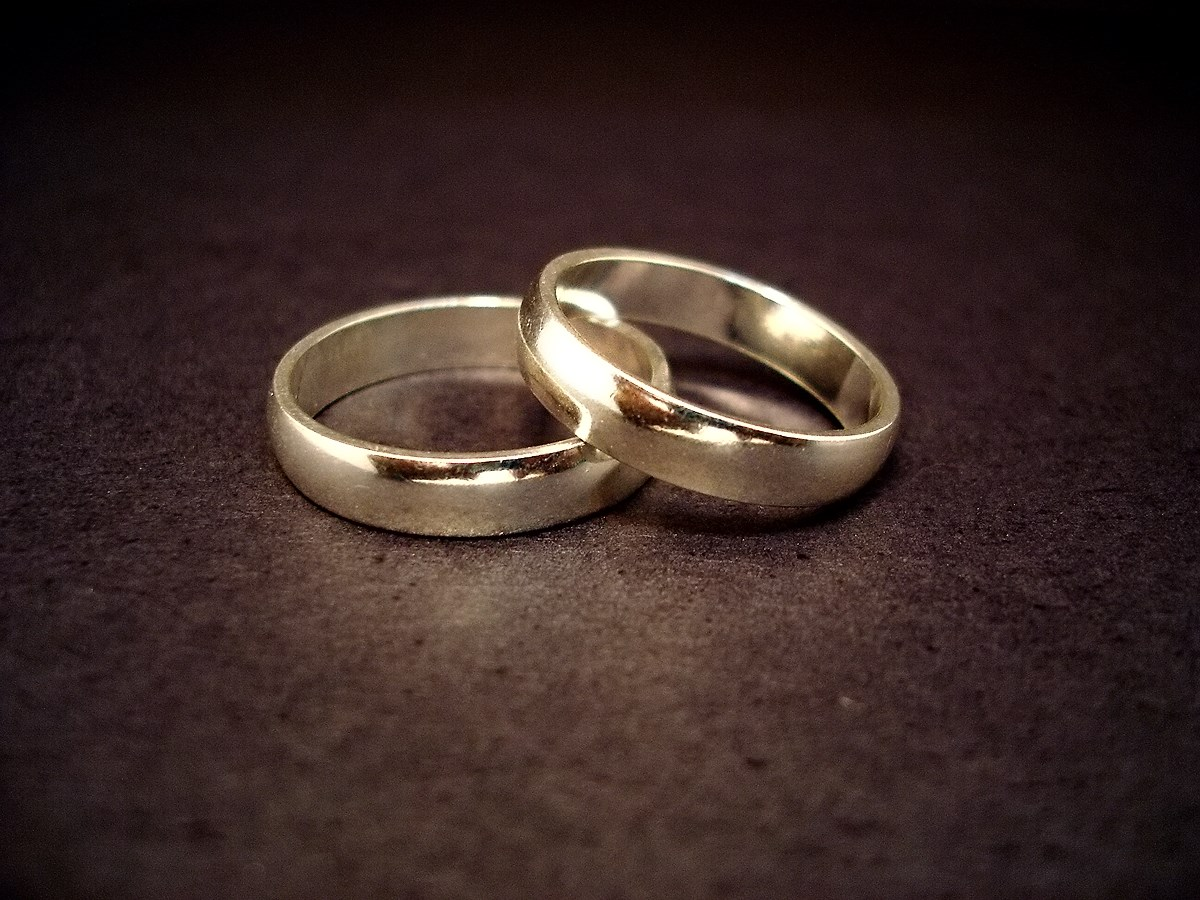
Anell de noces

En el judaisme, el matrimoni és considerat la santificació de la vida, com la unió legítima entre dues persones que se sotmeten als manaments d'Adonai. Es duu a terme segons les normes de la Torà, el Talmud i l'Halacà.

## LaKetubah
La ketubah (hebreu: כתובה, pl.Ketubot), és un tipus especial d'acord pre-nupcial jueu, es considera una part integral de la tradició del casament, i estableix els drets i les responsabilitats del nuvi (jatán), en relació amb la núvia (kalà), hebreu: כלה. Abans de la cerimònia del casament, el nuvi està d'acord amb els termes de la ketubah o contracte de matrimoni, en presència de dos testimonis, amb la qual cosa els testimonis signen la ketubah. El document detalla les obligacions de la parella, entre els quals hi ha l'alimentació, el vestit, i les relacions conjugals. Aquest document té el prestigi d'un acord jurídicament vinculant. Sovint s'escriu com un manuscrit il·luminat que s'emmarca i es mostra a casa. En el marc de la chuppah, és tradicional llegir la ketubah signada en veu alta, en general en arameu, però de vegades en hebreu. Tradicionalment, això es fa per separar les dues parts bàsiques del casament. Les parelles seculars poden optar per una versió més curta per a ser llegida. A més de ser sant, el judaisme considera el matrimoni com un contracte entre dues persones amb drets i obligacions legals.
D'acord amb la visió jueva del matrimoni, el matrimoni és un contracte entre dues persones amb drets i obligacions legals. La ketubah és un contracte matrimonial que comporta obligacions conjugals i morals del marit cap a la seva esposa. Està signat pel nuvi, així com dos testimonis, i cal entregar el document a la núvia durant la cerimònia del casament. Està prohibit que les parelles jueves visquin juntes sense la ketubah, si es perd la ketubah o es destrueix, cal fer-ne un altre, aleshores una de nova haurà de ser escrita. El propòsit de la ketubah és protegir els drets de la dona durant el matrimoni, i en cas de divorci o viudetat.
El contingut de la ketubah és, en essència, un contracte d'un sol sentit que formalitza les diverses necessitats de l'Halacà (llei jueva) d'un marit jueu vis à vis seva dona. El marit jueu pren sobre si mateix en el ketubah l'obligació que li proporcionarà la seva dona tres coses principals: la roba, el menjar i les relacions conjugals, i també que se li pagarà una quantitat predeterminada de diners en efectiu en el cas del divorci. Així, el contingut de la ketubah determina essencialment la seguretat i la protecció de la dona i els seus drets en el matrimoni.
A la tradicional cerimònia de casament jueva, la ketubah és signada per dos testimonis i és tradicionalment llegida en veu alta sota la chuppah.
La chuppah és la tenda sota la qual es casen els nuvis, i representa la llar a on els amants viuran plegats, és un mirall de la llar original jueva, la tenda d'Abraham i de Sara.
També es pot fer servir un mantell de pregària (tallit) agafat pels quatre costats com a chuppah.

## Kiddushin
El judaisme considera el matrimoni com a sant, com la santificació de la vida. La paraula kiddushin, que significa "santificació", es fa servir en la literatura jueva quan es refereix al matrimoni. El matrimoni és vist com una unió espiritual entre dues persones i el compliment dels manaments d'Adonai.
D'altra banda, el judaisme considera el matrimoni com un propòsit. D'acord amb la Torà, la dona va ser creada perquè "No és bo que l'home estigui sol". (Gènesi 2:18) A més, el matrimoni permet complir el primer manament: "Sigueu fecunds i multipliqueu-vos." (Gènesi 1:28)
Cal assenyalar que la institució del matrimoni en el judaisme, ha contribuït en gran manera a la supervivència jueva durant generacions. Tot i la dispersió dels jueus a tot el món, els jueus han aconseguit preservar el seu patrimoni religiós i cultural des de fa milers d'anys, gràcies a la santedat del matrimoni.